# Viktor Meier
Viktor Meier, švicarski novinar, publicist in zgodovinar, * 30. julij 1929, Winterthur, Švica, † 22. november 2014.
Večino novinarske kariere je posvetil Jugoslaviji in jugovzhodni Evropi. Veljal je za enega najboljših in najbolje obveščenih novinarjev, ki so poročali o Jugoslaviji, k čemur je veliko pripomoglo tudi njegovo znanje južnoslovanskih jezikov.

## Življenje
Po gimnaziji je študiral na Visoki šoli za gospodarstvo, pravo in družbene vede Univerze v St. Gallenu. Že kot študent se je zanimal za SFR Jugoslavijo, zato je sredi petdesetih let nekaj časa študiral tudi v Beogradu in leta 1956 doktoriral z disertacijo na temo Novi jugoslovanski gospodarski sistem. V času bivanja v SFRJ se je udeležil mladinske delovne akcije pri izgradnji železniške proge Doboj–Sarajevo.
Meier je leta 1956 postal dopisnik švicarskega časopisa Neue Zürcher Zeitung s sedežem na Dunaju, od koder je pokrival zlasti območje Jugoslavije. Leta 1966 se je preselil v Washington, od koder je kot stalni dopisnik poročal za skupino nemških lokalnih in regionalnih dnevnikov.
Leta 1970 se je vrnil na Dunaj in tri leta zatem postal stalni dopisnik nemškega dnevnika Frankfurter Allgemeine Zeitung za SFR Jugoslavijo in območje jugovzhodne Evrope s sedežem na Dunaju. Vmes je nekaj časa delal tudi v Moskvi in Atenah.
Po upokojitvi leta 1993 se je posvetil pisanju knjige o razpadu Jugoslavije in ob tem dobil vpogled v doslej še nedostopno dokumentacijo ter se pogovarjal s skoraj vsemi pomembnimi političnimi osebnostmi z območja Jugoslavije in iz Evrope.

## Dela
- Wie Jugoslawien verspielt wurde (izvirnik, C. H. Beck, 1995) / Zakaj je razpadla Jugoslavija (slovenska izdaja, prevod Mojca Drčar Murko, založba Sophia, 1996 (COBISS)) / Yugoslavia: A History of Its Demise (angleška izdaja, Routledge, 1999)
- Jugoslawiens Erben: Die neuen Staaten und die Politik des Westens (C. H. Beck, 2001)

## Odlikovanja in nagrade
Leta 1995 je prejel častni znak svobode Republike Slovenije z naslednjo utemeljitvijo: »za zasluge pri seznanjanju svetovne javnosti s slovensko politično, zgodovinsko in kulturno realnostjo in za prispevek k mednarodnemu priznanju Republike Slovenije«.
Viktor Meier-Nänni je prejel tudi kosovsko odlikovanje za mir, demokratizacijo in humanizem dr. Ibrahim Rugova.